# Benjamin De Ceulaer
Benjamin De Ceulaer (Genk, 19 dicembre 1983) è un ex calciatore belga, di ruolo attaccante.

## Palmarès

### Club

#### Competizioni nazionali
- Coppa del Belgio: 2

Lokeren: 2011-2012
Genk: 2012-2013